# Golem (programma radiofonico)
Golem: idoli e televisioni, conosciuta semplicemente come Golem, è stata una trasmissione radiofonica andata in onda dal 1993 al 2004 sulle frequenze prima di Rai Radio 2 dal 1993 al 1997, e successivamente su Radio 1 fino al 2004. L'autore e conduttore della trasmissione era Gianluca Nicoletti.

## Storia
Originariamente chiamata Radiocomando (il regno della televisione e i segni dei tempi), fu interrotta nel febbraio 1994 dopo che Aldo Grasso assunse la direzione di Radiorai, per riprendere poi a ottobre 1995 con il titolo definitivo di Golem: idoli e televisioni. Nel 1997 la trasmissione passò sotto la testata del Giornale Radio sulle frequenze di Radio 1 e, quasi contemporaneamente, vide la luce anche la sua versione telematica. La presenza di Golem con il suo sito/forum su internet (adesso scomparso, era ospitato dal sito della Rai) è considerata una delle prime sperimentazioni del connubio tra radio e internet in Italia, e per tale ragione fu premiata con il Premiolino 1997.
Da aprile a giugno 1997, nella tarda mattinata, è andata in onda una versione più lunga della trasmissione, chiamata Golem 2: ai confini della realtà, che si concentrava sulla critica alla stampa quotidiana, ma sempre sulla falsariga ironica della trasmissione radiofonica, creando personaggi come Michele Lubrano da Parigi, Carlo De Blasio inviato dallo stato del Montana che ripeteva solamente "qua non succede niente", oppure un autista di carro funebre che dava consigli sulla guida sicura.